# Gajusz Sencjusz Saturninus (konsul 19 p.n.e.)
Gajusz Sencjusz Saturninus, Gaius Sentius Saturninus (ur. ok. 60 p.n.e., zm. przed 20 n.e.) – rzymski polityk i dowódca.

## Proskrypcja
Gajusz Sencjusz Saturninus jest prawdopodobnie tą samą osobą co Sentius Saturninus Vetulio, którego objęła proskrypcja triumwirów w 43 p.n.e. i który uciekł z tego powodu do Sekstusa Pompejusza na Sycylię. Osobom znajdującym się na liście proskrybowanych groziła natychmiastowa śmierć i niektórym udało się uratować swoje życie tylko dzięki podstępowi. I tak o ile Marek Woluzjusz, edyl plebejski, w celu uniknięcia śmierci przebrał się za kapłana Izydy i żebrał na drogach i ulicach o jałmużnę, to Sencjusz Saturninus znalazł bardziej honorowe wyjście z tej sytuacji. W celu uniknięcia śmierci, gdy usłyszał, że jego imię znalazło się na liście triumwirów, natychmiast założył insygnia pretora i wziął jakiś ludzi, którzy mieli przed nim iść ubrani jako liktorzy, pomocnicy i państwowi niewolnicy. Następnie rekwirował pojazdy, żądał kwatery, kazał ludziom ustępować z drogi i zachowywał się jak magistrat w sposób tak bezczelny, że nawet w biały dzień udało mu się całkowicie zmylić bystrookich wrogów. Gdy przybył do Puteoli, zachowywał się jakby był w publicznych interesach i z wielkim tupetem zarekwirował niektóre okręty i udał się na Sycylię, która w tym czasie była najbezpieczniejszym miejscem na schronienie dla ludzi z listy proskrybowanych.
W 35 p.n.e. on oraz inni poważniejsi przyjaciele Pompejusza, którzy jeszcze przy nim wytrwali, skoro zobaczyli, że nie zaniechał wojny przeciw znacznie silniejszym triumwirom, nabrali przekonania, że jest stracony, i zapewniwszy osobiste bezpieczeństwo przeszli na ich stronę. Saturninus za swoją dezercję od Pompejusza został nagrodzony przez Augusta konsulatem, który odbył w 19 p.n.e.

## Początek kariery
Gdy Sencjusz sprawował swój konsulat, cesarz porządkował stosunki w Azji i na Wschodzie. Pod jego nieobecność i przypadkowo będąc jedynym konsulem w Rzymie, całkowicie zdany na własne siły, spełniał wzorowo swoje obowiązki. Działał z surowością i żelazną konsekwencją, wydobywając na jaw oszustwa dzierżawców podatkowych, których ukarał za chciwość i skierował do skarbu grosz publiczny. Szczególnie wzorową postawę zajął na zgromadzeniach elekcyjnych. Osobom, które uznał za niegodne, zakazał zgłaszania się na listę kandydatów kwestorskich, a opornym w razie przybycia na Pole Marsowe zagroził sankcją konsularną. Cieszącemu się powszechną wziętością Markowi Egnacjuszowi Paulusowi, który liczył, że jak bezpośrednio po edylacie osiągnął preturę (w 20 p.n.e.), tak po preturze zdobędzie konsulat, Sencjusz zakazał zgłaszania kandydatury, a gdy nie znalazł posłuchu, przysiągł, że nawet w razie wyboru przez naród nie obwoła go konsulem. Gdy zaś doszło z tego powodu do rozruchów, senat wskrzesił procedurę senatus consultum ultimum, na mocy której Sencjusz skazał Egnacjusza i jego wspólników na śmierć pod zarzutem spisku na życie Augusta.
Saturninus był członkiem quindecimviri (piętnastoosobowe kolegium kapłanów, mające za zadanie na polecenie senatu badać i wyjaśniać znaczenie Ksiąg sybillińskich w związku z wypadkami politycznymi) na Ludi Saeculares Augusta w 17 p.n.e..
Następnie sprawował prawdopodobnie godność prokonsula Afryki w 14/13 p.n.e., gdzie opisał uroczystości związane z wzniesieniem murów przez Statiliusza Taurusa, namiestnika prowincji Afryki w latach 30.

## Namiestnik Syrii
Saturninus był namiestnikiem Syrii od 10/9 do 7/6 p.n.e., zastępując na tym stanowisku zapewne Marka Titiusa. Podlegał mu Wolumniusz, prokurator prowadzący interesy finansowe cesarza w Syrii.
Gdy Herod Wielki po powrocie z Rzymu zastał cały swój kraj grabiony i pustoszony przez Arabów, odniósł się w tej sprawie do Saturninusa, żądając ukarania rozbójników. To jeszcze dodało im bodźca i jeszcze większe czynili spustoszenia niszcząc wsie i miasteczka w jego królestwie. Rozjątrzony tym Herod domagał się wydania rozbójników i spłaty długu do Syllajosa, ministra Obodosa, króla Nabatejczyków. Syllajos zaprzeczył jakoby w Arabii znajdowali się rozbójnicy, a spłatę długu odłożył na czas późniejszy. W końcu sprawa oparła się o zarządcę Syrii, Saturninusa i ostatecznie uzgodniono zwrócenie pieniędzy Herodowi i wydania sobie wzajemnie zbiegów. Po upływie oznaczonego terminu (30 dni) Syllajos nie wypełnił żadnego ze swych zobowiązań i udał się do Rzymu. Herod tymczasem pragnął powetować sobie dług i pojmać rozbójników chroniących się u Arabów i otrzymał od Saturninusa upoważnienie, aby zbrojnie wystąpić przeciw Arabom. Posłańcy natychmiast donieśli Syllajosowi o wybuchu wojny, a będąc na dworze Augusta, przyszedł do niego i skarżył się, że Arabia stała się ofiarą napaści, plądrowana i grabiona przez Heroda. Słysząc to cesarz rozgniewał się i wysłał do Heroda list w groźnym tonie, w którym m.in. pisał, że poczytywał go dawniej za swego przyjaciela, lecz teraz będzie go miał za zwykłego poddanego. Następnie nie przyjął posłów wysłanych przez Heroda w celu usprawiedliwienia się, a i drugie poselstwo także odprawił z niczym. Dopiero gdy Herod postanowił jeszcze raz wysłać poselstwo do Rzymu, tym razem na czele z Mikołajem z Damaszku, udało się przekonać cesarza do zmiany stosunku do Heroda, tak że nie żywił już do niego złości. Mikołaj bronił Heroda, mówiąc m.in. że ten kilkakrotnie zwracał się do Saturninusa w sprawie Syllajosa.
W tym samym czasie, dwaj synowie Heroda Wielkiego, Aleksander I i Arystobul I, ponownie zostali oskarżeni o spiskowanie przeciwko ojcu. August w liście polecił Herodowi by zwołał sąd w tej sprawie w Berytos, gdzie mieszkają Rzymianie, i zaprosił wodzów oraz zarządców prowincjonalnych, w tym Saturninusa. Sam Herod nie kazał postawić przed sądem synów, gdyż zdawał sobie sprawę, że samym swoim widokiem z całą pewnością wzbudziliby współczucie. Potem zaczął z wielką gwałtownością przeciwko nim przemawiać, jakby byli obecni. Pierwszy głos zabrał Saturninus, opowiadając się za skazaniem młodzieńców, lecz nie na śmierć, choć uważał ich za winnych. Nie godzi się przecież – mówił – aby w obecności trzech swoich synów głosował za straceniem dzieci kogoś innego, a poza tym taka kara przewyższałaby wszystko, jakiegokolwiek zła mogliby się dopuścić. Podobnie wypowiedzieli się z kolei trzej synowie Saturninusa, którzy byli wraz z nim jako legaci. Wolumniusz natomiast był zdania, że za tak niegodziwe występki popełnione przeciw własnemu ojcu zasługują na karę śmierci. Tak samo wypowiedziała się następnie większość pozostałych osób. Zostali więc synowie uduszeni na rozkaz Heroda.
Antypater II, ponieważ powszechnie wiadomą rzeczą było, iż to on fabrykował te wszystkie oszczerstwa rzucane na braci, starał się pozyskać podarkami i świadczeniami przyjaciół cesarza, posyłając do Rzymu niemałe sumy. Saturninus i całe jego otoczenie w Syrii było wprost obsypywane podarkami od niego. Ale im większą okazywał hojność, tym więcej go nienawidzono, gdyż świadczonych przezeń dobrodziejstw nie poczytywano mu za przejaw wspaniałomyślności, lecz za szczodrobliwość ze strachu. Skutek zaś był taki, że obdarowani wcale nie żywili dlań większej życzliwości.
Następnie wyszło na jaw że Syllajos przekupił arabskiego żołnierza ze straży przybocznej Heroda aby go zabił. Król rozkazał natychmiast pochwycić nie tylko jego lecz jeszcze dwóch innych Arabów, których u niego zastano; jeden z nich był przyjacielem Syllajosa, drugi naczelnikiem plemienia. Wzięci na mękach przyznali się do winy i Herod doniósł o tym Saturninusowi który także ich przesłuchał i rozkazał spiskowców odesłać do Rzymu.
Tertulian podawał, że za namiestnictwa Sencjusza Saturninusa odbył się spis ludności w Judei nakazany przez Augusta. W czasie tego spisu miał się urodzić Jezus Chrystus. Niektórzy historycy uważają, że o tym spisie miał na myśli św. Łukasz, pisząc w Łk 2,1-7 o tzw. spisie Kwiryniusza.
Następcą Saturninusa jako zarządcy Syrii w 7/6 p.n.e. został Warus.

## Namiestnik Germanii
Później Sencjusz był legatem Augusta w Germanii od 4 n.e. Wszędzie tam, gdzie walki przybierały bardziej ostry i niebezpieczny charakter, odpowiedzialność za losy wojny wziął na swoje barki Tyberiusz, a gdzie prowadzono mniej groźne operacje, dowodził Saturninus.
Na Marobodusa i jego państwo Tyberiusz postanowił uderzyć w 6 n.e. z różnych stron naraz, mobilizując aż 12 legionów. Sencjusz Saturninus otrzymał polecenie, by przez tereny Chattów prowadził legiony do Bohemii (Boiohaemum) – tak nazywał się kraj, gdzie panował Marobodus – wycinając przejście w gąszczu lasów Hercynii. Sam Tyberiusz wyruszył przeciw Markomanom, na czele armii pełniącej służbę w Ilirii, z Karnuntum. Legiony które prowadził Saturninus miały w ciągu paru dni połączyć się z Tyberiuszem, gdy nagle cała Pannonia chwyciła za broń. Zawarto więc szybko traktatu pokojowy z Marobodusem, by stłumić te wielkie powstanie.
Za swoje czyny w Germanii Saturninus został nagrodzony odznakami triumfalnymi (ornamenta triumphalia) w 6 n.e..

## Jego charakter
Jako że Saturninus nie jest wymieniany przez Tacyta, który odnotowywuje śmierć wybitnych konsulów poczynając od 20 n.e., musiał on umrzeć przed tą datą. Rzymski historyk, Wellejusz Paterkulus, tak opisywał jego charakter:
Sencjusz Saturnin był człowiekiem wielorakich zalet. Rzutki, ruchliwy i przezorny, spełniał bez szemrania obowiązki żołnierza i dobrze się znał na rzemiośle wojennym. Z drugiej strony, z wolnych chwil między zajęciami publicznymi korzystał swobodnie i ze smakiem. Lubił okazałość unikając zbytku i pogodny nastrój nie popadając w ospałość.

## Rodzina
Z trzech synów Gajusza Sencjusza Saturninusa dwóch zostało konsulami. Pierwszy noszący takie samo imię jak on, Gajusz Sencjusz Saturninus, został konsulem zwyczajnym (consul ordinarius) w 4 n.e., a drugi noszący imię Gnejusz Sencjusz Saturninus w tym samym roku został konsulem dodatkowym (consul suffectus), oraz także jak on, namiestnikiem Syrii, w latach 19–21 n.e.
Jego wnuk, noszący imię po ojcu, Gnejusz Sencjusz Saturninus, został konsulem zwyczajnym w 41 n.e.